# جينتشو، خبي
جينتشو (بالصينية: 晋州) هي مدينة من مدن الصين تقع في مقاطعة خبي. يبلغ عدد سكانها 537700 نسمة حسب إحصائيات سنة 2010. يبلغ ارتفاع المدينة عن سطح البحر قرابة 47 متر. تبلغ مساحتها 716 كم².